# Clément Poitrenaud
Clément Poitrenaud (Castres, 20 maggio 1982) è un ex rugbista a 15 e allenatore di rugby a 15 francese, dal 2019 tecnico dei trequarti del Tolosa. Nella sua carriera da giocatore ricopriva il ruolo di estremo, nel quale ha vestito per 47 volte la maglia della Francia.

## Biografia
Cresciuto nelle giovanili del Tolosa, con cui vinse due campionati francesi juniores consecutivi nel 1998 e 1999, Poitrenaud disputò la sua prima stagione da professionista nel 2000/01, che coincise anche con la conquista del primo titolo nazionale seniores.
Esordì in Nazionale contro il Sudafrica nel corso dei test internazionali del 2001, e vanta a tutt'oggi la partecipazione ai tornei del Sei Nazioni 2003, 2004 e 2006, con la vittoria negli ultimi due.
Vanta, inoltre due quarti posti consecutivi alla Coppa del Mondo di rugby 2003 in Australia e a quella del 2007 in Francia.
Con il Tolosa ha vinto due campionati francesi e tre Heineken Cup.
Nel 2008 fu indisponibile per la Nazionale a causa di un infortunio alla tibia sinistra occorsogli durante un match di campionato contro il Perpignano.
Sempre nel 2008 fu impegnato in politica nel corso delle elezioni municipali, a sostegno del suo compagno di squadra Fabien Pelous, candidatosi al consiglio comunale di Tolosa nell'Unione per un Movimento Popolare, lista del sindaco uscente Jean-Luc Moudenc, successivamente risultato sconfitto dal socialista Pierre Cohen.
Nel 2010, con la Francia, ha vinto il Sei Nazioni con il Grande Slam

## Palmarès
- Campionati francesi: 2
Tolosa: 2000-01, 2007-08
- Heineken Cup: 3
Tolosa: 2002-03, 2004-05, 2009-10